# Île des Pins

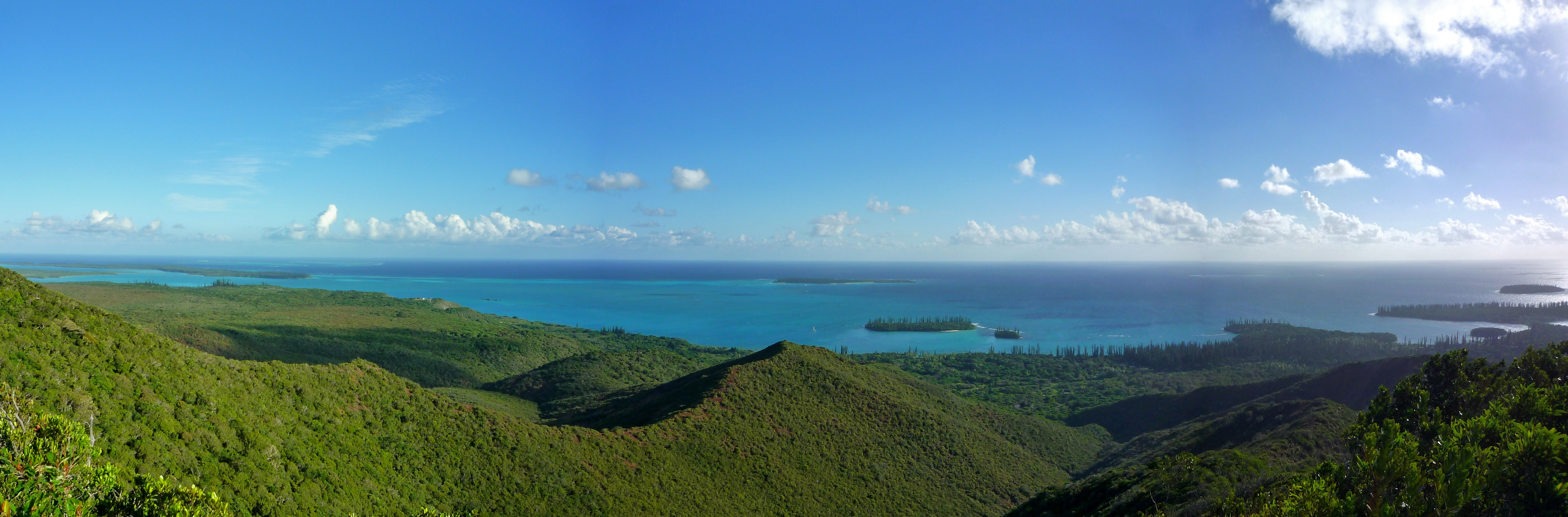
Panorama wyspy z Pic Ngâ

Île des Pins (oznacza w jęz. francuskim: Wyspa Sosen, w miejscowym języku Kanaków Kwênyii: Kunyié) – wyspa położona na Oceanie Spokojnym, w archipelagu Nowej Kaledonii, terytorium zamorskiego Francji. Wyspa stanowi większość obszaru gminy L’Île-des-Pins, w Prowincji Południowej Nowej Kaledonii. Wyspa, z powodu wyjątkowych walorów turystycznych, jest nazywana l'île la plus proche du paradis („wyspą najbardziej zbliżoną do raju”).

## Charakterystyka
Wyspa ma ok. 15 km długości i ok. 13 km szerokości. Leży na południowy wschód od Grande Terre, głównej wyspy Nowej Kaledonii i w odległości ok. 100 km od stolicy Nouméa. Ma jedno lotnisko (kod ILP) z 1097 m pasa startowego. Otacza ją pas raf koralowych. Płaskie, częściowo bagniste wybrzeża, chociaż z licznymi zatokami (np. Baie d'Upi) nie mają dogodnych portów naturalnych. Wyspa ma za to doskonałe warunki do rozwoju turystyki: liczne plaże z piasku koralowego, możliwości uprawiania rozmaitych sportów wodnych (szczególnie nurkowania przy rafach koralowych) oraz szereg innych atrakcji turystycznych.
Mieszkańcy wyspy to głównie Kanakowie rodzimego, melanezyjskiego pochodzenia, w większości wyznania katolickiego, a ich populacja wynosi 1969 osób (dane z 2009 r.). Miejscowi Kanakowie podzieleni są na osiem plemion: Gadji, Kéré, Comagna, Vao, Wapan, Touété, Ouatchia i Youwaty.
Wyspa to w większości płaskowyż, w centralnej części porośnięty łąkami i lasem parkowym, a na wybrzeżach głównie endemicznymi, charakterystycznymi lasami, złożonymi z Araucaria columnaris (od tych lasów pochodzi francuska nazwa wyspy). Pic Ngâ (262 m) jest najwyższym punktem wyspy,  a rzeka Ouro jest najdłuższą rzeką wyspy.
Na wyspie występują gatunki endemiczne roślin (np. Araucaria columnaris) i zwierząt, takich jak gekon orzęsiony (Correlophus ciliatus) i największy gekon świata – gekon olbrzymi (Rhacodactylus leachianus).

## Transport
Na wyspie znajduje się port lotniczy Île des Pins.

## Historia
Wyspa została zasiedlona przez Melanezyjczyków ok. 2 tysiące lat temu. Kapitan James Cook w 1774 r. jako pierwszy Europejczyk zobaczył tę wyspę podczas swojej drugiej podróży do Nowej Zelandii i nazwał ją Wyspą Sosen z powodu gęstych lasów araukariowych na jej wybrzeżach. Chociaż nigdy nie był na tej wyspie, to jednak na podstawie dymów z ognisk stwierdził, że była zamieszkana. W 1840 r. na wyspę przybyli misjonarze katoliccy oraz protestanccy wraz z kupcami, poszukującymi drzew sandałowych.
Francja przejęła kontrolę nad wyspą w 1853 r. i w tym czasie tubylcy przyjęli religię katolicką. W 1872 r. wyspa stała się francuską kolonią karną i miejscem zesłania ok. 3 tysięcy więźniów politycznych z Komuny Paryskiej.

## Atrakcje turystyczne
- Zatoka Oro (Baie d'Oro) na północnym wschodzie wyspy, ze słynną Piscine naturelle („naturalnym basenem”), określanym jako „najpiękniejsze naturalne kąpielisko świata”. Jest to zatoka o dnie z białych skał koralowych, otoczona pierścieniem kontrastowych, czarnych skał bazaltowych oraz lasem araukariowym. W zatoce o przejrzystej, lazurowo-błękitnej wodzie, występują liczne gatunki barwnych ryb tropikalnych. Dostępna tylko w czasie odpływu[3].
- Zatoka Kuto (Baie de Kuto) z pięknymi plażami i przystanią promową.
- Zatoka Upi (Baie d'Upi) z dziesiątkami koralowych wysp.
- Plaża Saint-Maurice z najstarszym pomnikiem Chrystusa na wyspie, otoczonym palisadą z tradycyjnych, drewnianych rzeźb, przedstawiających miejscowe, pogańskie bóstwa.
- Zatoczka Kanuméra (Anse de Kanuméra) zalecana do snorkelingu, ze świętą wysepką Kaa Nuë Méra, na którą wstęp jest wzbroniony.
- Ruiny kolonii karnej w miejscowości Ouro w zachodniej części wyspy. W pobliżu znajduje się cmentarz więźniów z pomnikiem w kształcie piramidy.
- Grota Królowej Hortensji (Grotte de la reine Hortense) położona wśród tropikalnego lasu duża jaskinia, niegdyś zamieszkiwana.
- Kościół katolicki w Vao największy na wyspie, z ołtarzem rzeźbionym w tradycyjne motywy[3].

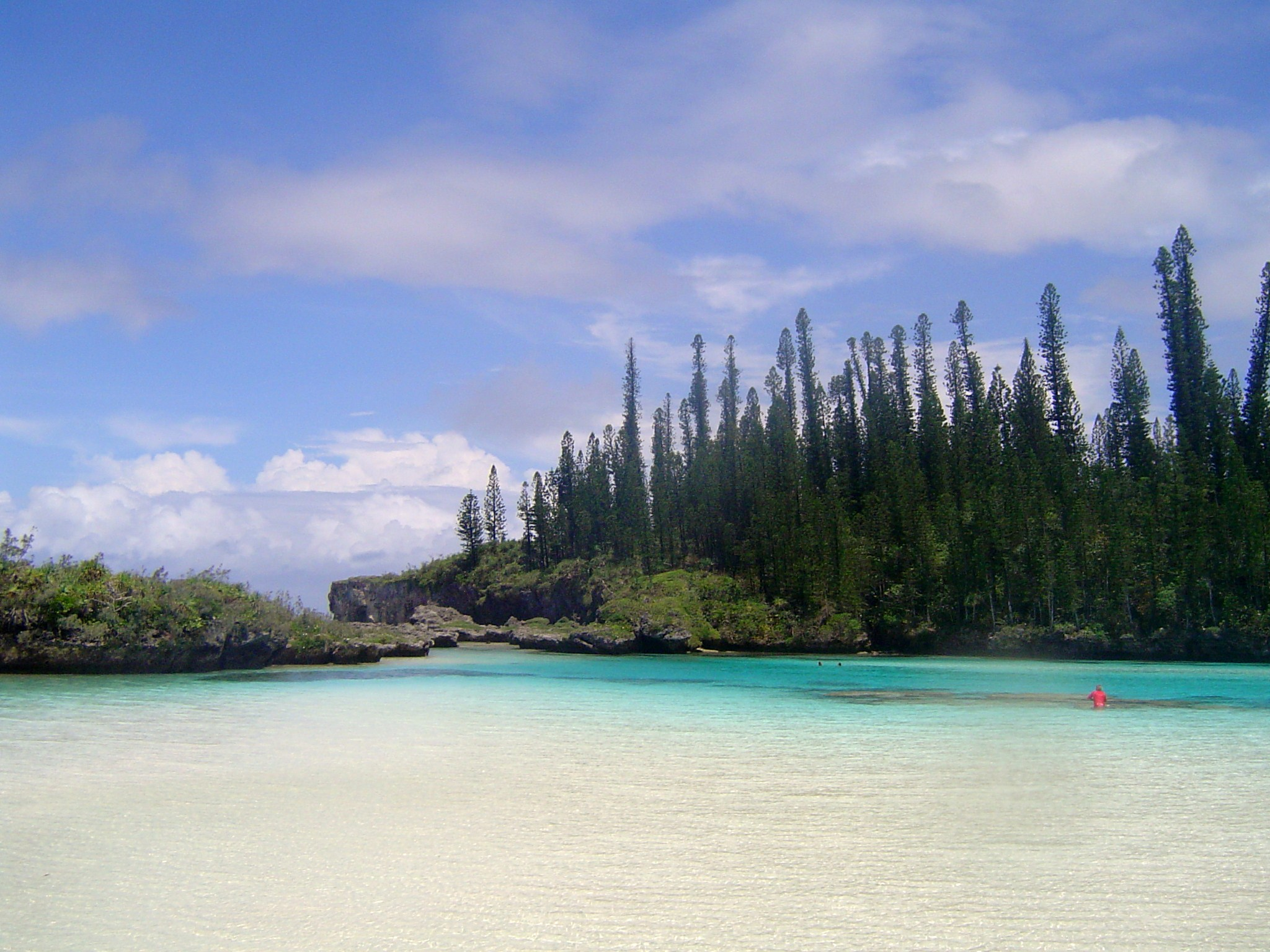
Zatoka Oro
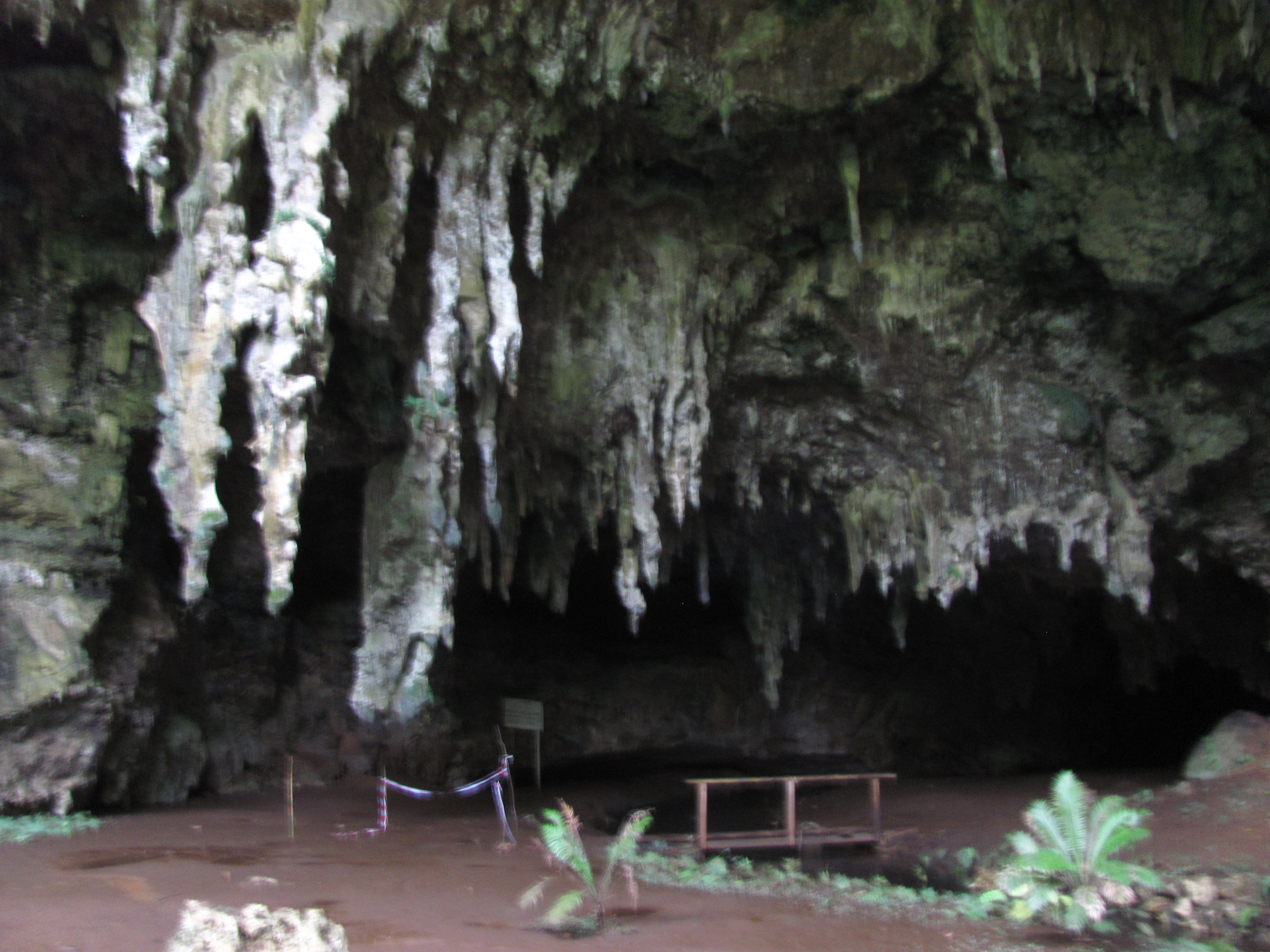
Grota Królowej Hortensji
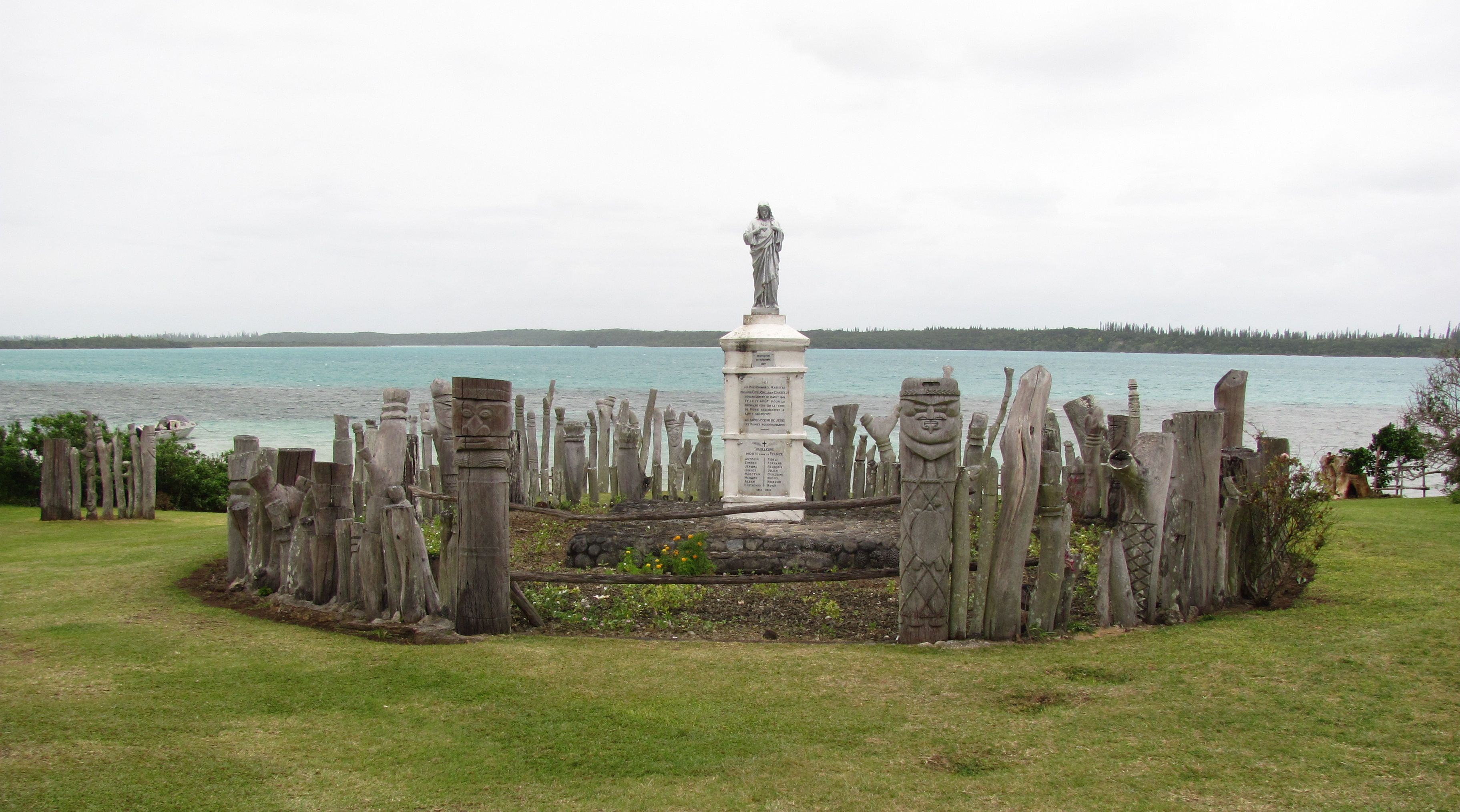
Zatoka Saint-Maurice
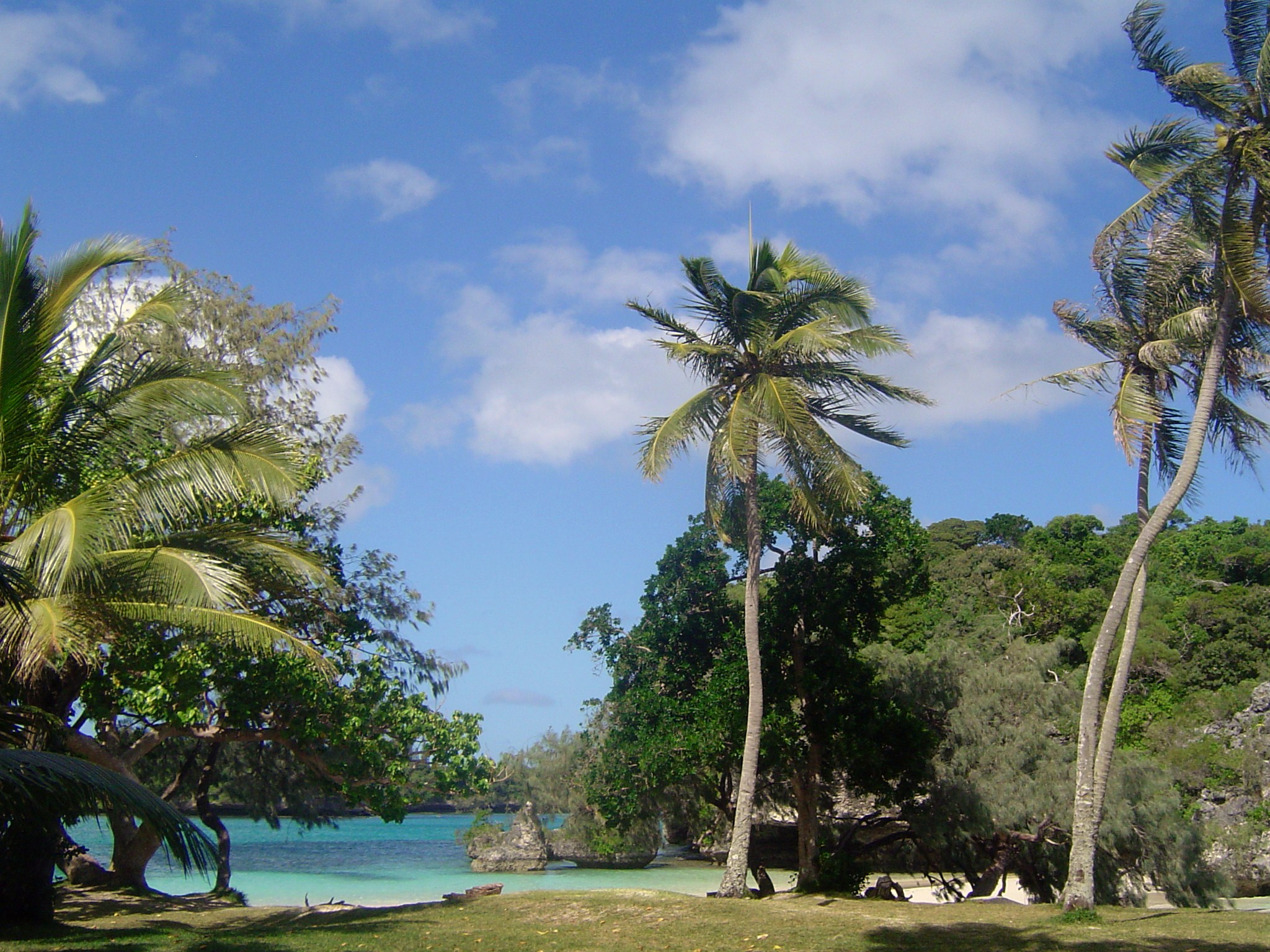
Zatoczka Kanuméra
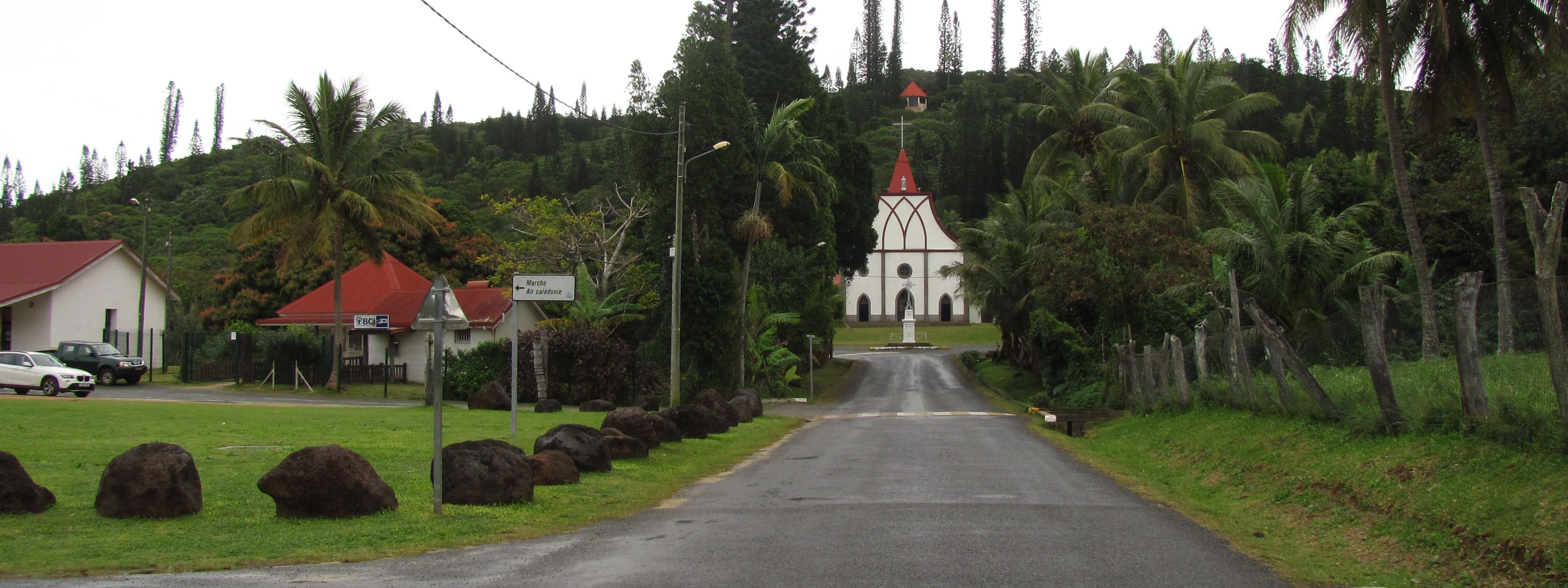
Kościół w Vao
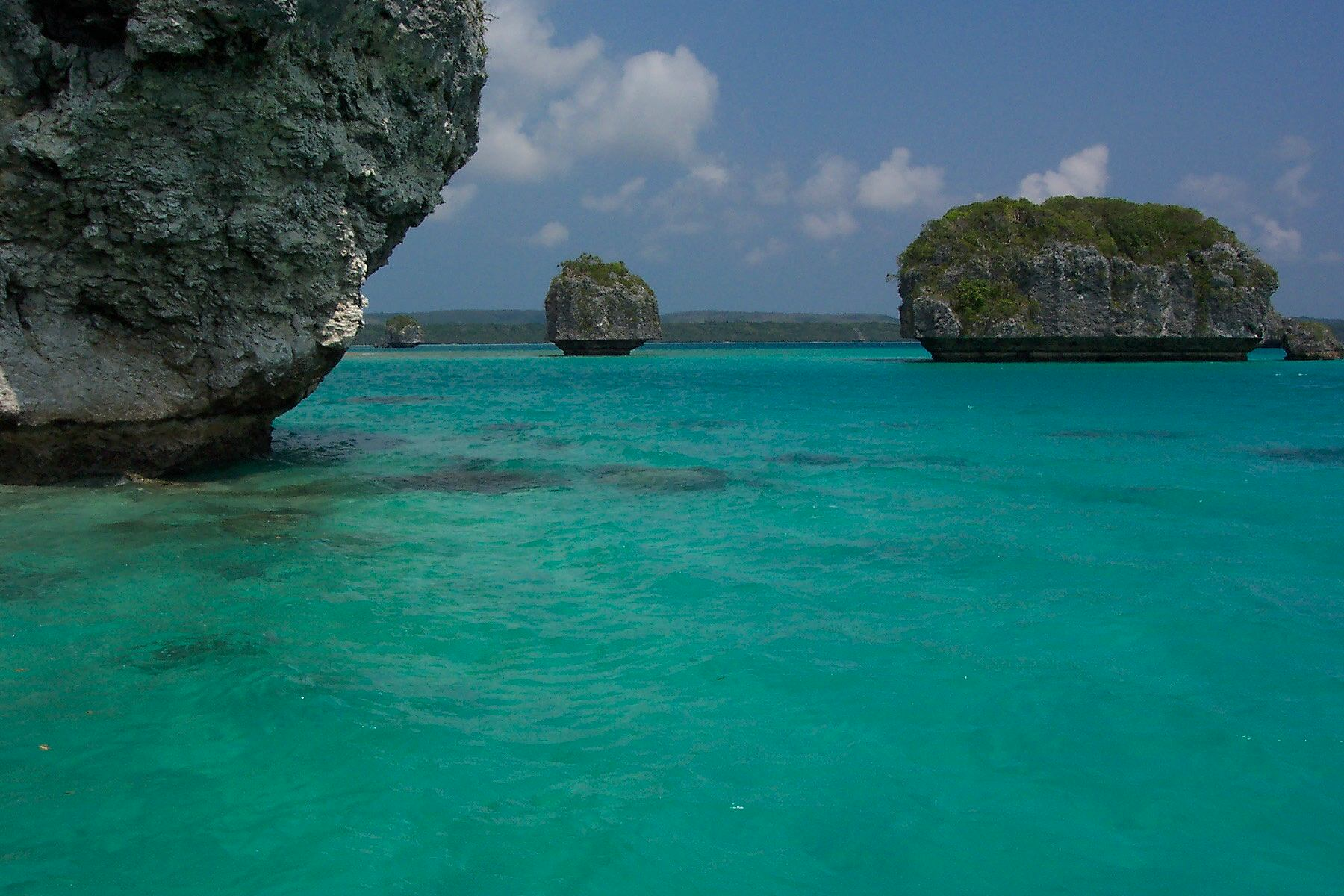
Zatoka Upi